# ابن الحداد الأندلسي
أبو عبد الله محمد بن أحمد بن عثمان القيسي، المعروف بابن الحداد ( ? - 480 هـ / ? - 1087م ) هو شاعر أندلسي. له ديوان شعر كبير مرتب على الاحرف الابجدية، وكتاب المستنبط في العروض . أصله من وادي آش سكن المرية وأصبح من شعراء بلاط المعتصم بن صمادح، فأكثر في مدحه، ثم حصلت بينه وبينهم جفوة اضطرته إلى الفرار لسرقسطة سنة 461 هـ فأكرمه المقتدر بن هود وابنه المؤتمن بن هود من بعده. وعاد إلى المعتصم، وتوفي بالمرية.
حظي هذا الشاعر بفضل السبق في طرحه موضوع جديد على مسرح الشعر العربي، وفن التغزل تحديدا، حيث عني بالتغزل بالمرأة النصرانية، فأثر هذا في لغته الشعرية فجعله يوظف اللغة العقائدية فيكون دقيقا في اختيار ألفاظه من خلال ولوعه بالأجواء التي توحي بعقيدة هذه المرأة النصرانية، كما يعكس هذا الاتجاه في شعر «ابن الحداد» القيمة الإنسانية التي كانت تحظى بها المرأة النصرانية في المجتمع الأندلسي. هذه الفتاة النصرانيّة سمّاها في ديوانه «نويرة». وأوقعه حبّ نويرة في حبّ كلّ رموز النصّرانيّة ورجالها وأماكنها. واتّسع حبّ الشاعر نويرةَ لكلّ ما هو مسيحي : كعيسى والإنجيل، والقساوسة وصلبانهم، والرّهبان وكنائسهم، والنّصارى وأعيادهم إضافة إلى التّثليث ورموزه والطقوس وأناشيدها.

## وصلات خارجية
- ديوان ابن الحداد الأندلسي
- حضور المرأة النصرانية في معجم الغزل عند عبد الله بن الحداد، مجلة المخبر.